# Hakodate
Hakodate (japanisch 函館市, -shi) ist die drittgrößte Stadt der nördlichen Hauptinsel Hokkaidō in Japan und Verwaltungssitz der Unterpräfektur Oshima.
Hakodate ist durch den Seikan-Tunnel mit der Stadt Aomori auf Honshū, der Hauptinsel von Japan, verbunden.
In der Nähe von Hakodate befindet sich die Stromrichterstation der HGÜ Hokkaido-Honshu.

## Geschichte
Die Stadt ist eine der wenigen japanischen Siedlungen auf Hokkaidō, die nicht erst im 19. Jahrhundert entstanden. Bereits im 15. Jahrhundert bestand an dieser Stelle ein befestigter Handelsposten.
1779 übernahm das Tokugawa-Shogunat die direkte Kontrolle über ganz Hokkaido inklusive Hakodate, um den russischen Vorstößen in der Region entgegenzuwirken. In Folge wurde der Hafen von Hakodate ausgebaut. 1821 wurde die Kontrolle an den Matsumae-Klan zurückgegeben.
Hakodate war einer von fünf Häfen, die am Ende der Edo-Periode (1603–1867) vertraglich für ausländische Handelsschiffe geöffnet wurden. 
Hakodate war von Dezember 1868 bis Juni 1869 Hauptstadt der kurzlebigen Republik Ezo, der einzigen Republik auf japanischem Boden. In der Bucht von Hakodate fand vom 4.–10. Mai 1869 die Seeschlacht von Hakodate statt.
Am 11. August 1874 wurde der deutsche Geschäftsmann Konsul Ludwig Haber, Onkel von Fritz Haber, in einem fremdenfeindlichen Akt von einem Samurai ermordet. Sein Grab in Hakodate existiert noch. Im Zweiten Weltkrieg erlitt Hakodate im Vergleich zu den meisten anderen japanischen Großstädten nur relativ geringe Schäden durch Luftangriffe der USA. 
Am 11. März 2011 wurde nach dem Ausbruch des Tōhoku-Erdbebens die Fahrt aller Züge eingestellt. Es wurden 2,1 m hohe Tsunami-Wellen beobachtet, die die touristische Sehenswürdigkeit Bay area (jap. ベイエリア) überschwemmten.  

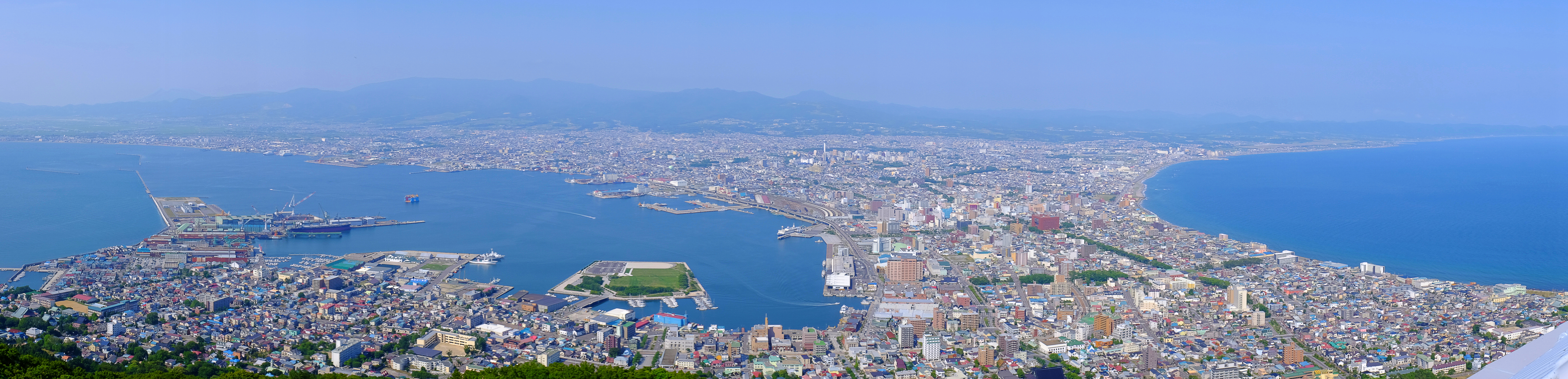
Hakodate

## Sehenswürdigkeiten
- Goryōkaku (五稜郭), die Reste des ersten modernen Forts Japans, einst Regierungssitz der Republik Ezo und heute ein Park mit Aussichtsturm und Museum.
- Kap Tachimachi (立待岬)
- Berg Hakodate (函館山)
- Russisch-Orthodoxe Kirche in Hakodate, ursprünglicher Bau 1861, heutiges Gebäude 1916

## Städtepartnerschaften
- Halifax, seit 1982
- Lake Macquarie City, seit 1992
- Wladiwostok, seit 1992
- Juschno-Sachalinsk, seit 1997
- Tianjin, seit 2001
- Goyang, seit 2011

## Verkehr
Acht Kilometer östlich der Stadt liegt der Flughafen Hakodate.
Der Bahnhof Hakodate ist der südliche Endpunkt der in Richtung Sapporo führenden Hakodate-Hauptlinie der Gesellschaft JR Hokkaido. Beim weiter nördlich gelegenen Bahnhof Goryōkaku zweigt die Esashi-Linie nach Kikonai ab. Seit 1988 ist Hakodate über den Seikan-Tunnel mit der Hauptinsel Honshū verbunden. Die direkte Anbindung entfiel 2016 mit der Eröffnung der Hochgeschwindigkeitsstrecke Hokkaidō-Shinkansen; seither wird der Fernverkehr zur Hauptinsel über den 18 km entfernten Bahnhof Shin-Hakodate-Hokuto abgewickelt.
Hakodate wird durch die Hakodate-Esashi-Autobahn, die Nationalstraße 5 sowie die Nationalstraßen 227, 228, 278, 279, 280 und 338 erschlossen. Das Verkehrsamt der Stadt Hakodate betreibt neben verschiedenen Buslinien auch die zwei Linien umfassende Straßenbahn Hakodate.

## Söhne und Töchter der Stadt
- Tatsuya Futakami (1932–2016), Shōgispieler
- Ryōhei Hirose (1930–2008), Komponist
- Jūran Hisao (1902–1957), Schriftsteller
- Okamoto Ippei (1886–1948), Mangaka
- Taiō Kanai (* 1995), Hürdenläufer
- Kamei Katsuichirō (1907–1966), Schriftsteller
- Hiroyuki Kiyokawa (* 1967), Fußballspieler
- Noda Kōgo (1893–1968), Drehbuchautor
- Maeda Masao (1904–1974), Maler und Holzschnittkünstler der Sōsaku-Hanga-Bewegung
- Shūhei Matsubara (* 1992), Fußballspieler
- Mikio Taka (* 1978), Künstler

## Angrenzende Städte und Gemeinden
- Hokuto
- Nanae
- Shikabe

## Klimatabelle
|                       | Jan  | Feb  | Mär  | Apr  | Mai  | Jun  | Jul  | Aug  | Sep  | Okt  | Nov | Dez  |   |      |
| Mittl. Tagesmax. (°C) | 0,1  | 0,6  | 4,5  | 11,2 | 16,4 | 19,5 | 23,2 | 25,5 | 22,0 | 16,3 | 9,3 | 3,1  | ⌀ | 12,7 |
| Mittl. Tagesmin. (°C) | −7,4 | −7,2 | −3,4 | 2,0  | 6,8  | 11,4 | 16,0 | 18,1 | 13,1 | 6,2  | 0,7 | −4,2 | ⌀ | 4,4  |
|                       |      |      |      |      |      |      |      |      |      |      |     |      |   |      |
| Niederschlag (mm)     | 71   | 59   | 62   | 77   | 72   | 82   | 114  | 158  | 176  | 100  | 104 | 81   | Σ | 1156 |
|                       |      |      |      |      |      |      |      |      |      |      |     |      |   |      |
| Sonnenstunden (h/d)   | 3,4  | 4,1  | 5,3  | 6,2  | 6,6  | 5,7  | 4,7  | 4,9  | 5,3  | 5,5  | 3,7 | 2,8  | ⌀ | 4,9  |
|                       |      |      |      |      |      |      |      |      |      |      |     |      |   |      |
| Wassertemperatur (°C) | 5    | 4    | 4    | 6    | 10   | 12   | 17   | 20   | 22   | 16   | 12  | 10   | ⌀ | 11,5 |
|                       |      |      |      |      |      |      |      |      |      |      |     |      |   |      |
| Luftfeuchtigkeit (%)  | 75   | 74   | 72   | 70   | 74   | 82   | 84   | 83   | 78   | 73   | 73  | 75   | ⌀ | 76,1 |

| −7,4 |

| −7,2 |

| −3,4 |

| 2,0 |

| 6,8 |

| 11,4 |

| 16,0 |

| 18,1 |

| 13,1 |

| 6,2 |

| 0,7 |

| −4,2 |

| −7,4 |

| −7,2 |

| −3,4 |

| 2,0 |

| 6,8 |

| 11,4 |

| 16,0 |

| 18,1 |

| 13,1 |

| 6,2 |

| 0,7 |

| −4,2 |